# 法老黃金遊行
法老黃金遊行，又稱法老金色遊行，於2021年4月3日在埃及开罗舉辦，將18名法老與4名王后，共22具古埃及木乃伊從埃及博物館運送到福斯塔特埃及文明國家博物館保存。

## 背景
運送的22具木乃伊分別於1881年與1898年在代尔埃尔巴哈里皇家木乃伊坑與阿門霍特普二世墓發現。這些木乃伊發現以來已多次移動，直至後來安置於解放广场埃及博物館。由於多年來考古發現不斷增多，埃及博物館逐漸無法充分展示文物，於是政府計畫修建新館，包括大埃及博物馆與埃及文明國家博物館。舉辦遊行之前，政府開始翻新解放廣場，將拉美西斯二世建造的塔尼斯方尖碑殘骸拼合後置於廣場中央，周圍除照明設施外由四隻樂蜀卡纳克神庙斯芬克斯環繞。

## 過程
木乃伊裝於充氮容器，載於埃及喪葬船裝飾的車輛運送。
遊行於當地時間午後6:30開始。有埃及藝術大師纳迪尔·阿巴西領銜、埃及藝術家希沙姆·纳齐赫作曲、穆罕默德·阿提亚指導美術、艾哈迈德·阿爾·穆尔西指導攝影的聯合愛樂樂團表演，包括埃及女高音歌手阿米拉·萨利姆演唱的埃及语〈伊西斯頌歌〉，歌詞取自樂蜀代尔埃尔舍勒维特城牆銘文，其他歌詞取自《死者之书》與金字塔銘文。
遊行期間播放了多張錄影帶，包括各埃及演員在古埃及遺蹟的影像，以及埃及演員哈立德·埃尔-奈巴维近幾年國內巡迴演出的影像。遊行期間，通往兩博物館及週邊的道路封閉，安保加強。埃及文明國家博物館門口，埃及總統阿卜杜勒-法塔赫·塞西接待木乃伊護送隊伍，共和國衛隊向車隊隊伍，並鳴了21砲。
總統在Twitter發文表示：「這種雄偉景象證明埃及人民的偉大，他們是這延伸至歷史深處獨特文明的守護者。」
遊行期間部份路線設有屏障，以遮擋貧困地區。

## 反響
埃及人熱烈歡迎遊行，對本國歷史與遺產表示自豪，財政部發行印有法老黃金遊行名稱與官方標誌的1與100埃及鎊紀念幣以紀念是次遊行。遊行標誌靈感來自古埃及對永恆與來世的信仰。通訊暨資訊科技部發行印有法老黃金遊行名稱與官方標誌的二維條碼紀念郵票，以及遊行中運送法老及王后照片的郵票。
埃及博物館至埃及文明國家博物館的遊行路線長約5公里（3.1英里）。有記者表示政府「在全城設置屏障，以防觀眾見到遊行沿線貧困地區」。大多數埃及人在電視觀看遊行，因爲沿途不許有車輛及觀眾。

## 運送的木乃伊
按在位先後排列：
- 塞格嫩拉·陶
- 雅赫摩斯-纳菲尔泰丽
- 阿蒙霍特普一世
- 雅赫摩斯-美麗塔蒙（英语：Ahmose-Meritamun）
- 图特摩斯一世
- 图特摩斯二世
- 哈特谢普苏特
- 图特摩斯三世
- 阿蒙霍特普二世
- 图特摩斯四世
- 阿蒙霍特普三世
- 泰伊王后
- 塞提一世
- 拉美西斯二世
- 麦伦普塔
- 塞提二世
- 西普塔
- 拉美西斯三世
- 拉美西斯四世
- 拉美西斯五世
- 拉美西斯六世
- 拉美西斯九世